# Westfield (hrabstwo Sauk)
Westfield – miasto w Stanach Zjednoczonych, w stanie Wisconsin, w hrabstwie Sauk.